# تجسيد رقمي
يمكن تعريف التجسيد الرقمي (DM) 
بأنه تواصل مباشر بين طرفين أو التقلب بين المادة والمعلومات مما يتيح للأفراد إمكانية وصف أي جسم حقيقي واقعي بدقة ومراقبته ومعالجته وتجسيده. والتجسيد الرقمي هو نموذج فكري عام بجانب إطار عمل مناسب للمعالجة باستخدام الحاسوب ويتضمن: أنظمة شاملة ومتسقة لوضع النماذج بالإضافة إلى لغات رمزية يمكنها التعامل مع مستويات لا متناهية من الحرية والتفصيل بصيغة مدمجة، إلى جانب التفاعل المباشر و/أو تصنيع أي جسم لأي تصور مكاني دون الحاجة إلى صيغ «منقوصة» أو وسيطة.
تتمتع أنظمة التجسيد الرقمى بالسمات التالية:
- الواقعية: تخطيط مكاني صحيح لتحويل المادة إلى معلومة
- الدقة: لغة و/أو طرق دقيقة للإدخال إلى المحتوى أو الإخراج منه.
- اللامحدودية: قدرة غير محدودة على العمل في أي مستوى وتحديد تفاصيل غير محدودة
- الرمزية: متاح للأفراد لأغراض التصميم والابتكار والتعديل

ولا يقتصر تطبيق هذا المنهج على الأشياء الملموسة فقط، ولكنه قد يشمل أيضًا تحويل أشياء مثل الضوء والصوت من أو إلى معلومات ومادة. تتواجد أنظمة التجسيد الرقمى للضوء والصوت الآن بكثرة (مثل تحرير الصور ومزج الأصوات، إلخ) وله تأثير فعال ولكن عملية تصوير وضبط وابتكار محتوى ملموس تحتاج إلى الدعم من الأنظمة الحاسوبية والرقمية.
تمثل الأنظمة الشائعة للتصميم والتصنيع بمساعدة الحاسوب في الوقت الحالي أشياء حقيقية مثل هياكل «البعد 2.5». وفي المقابل، فإن التجسيد الرقمى يقدم فهمًا أعمق ومعالجة للمادة أكثر تعقيدًا بالاستخدام المباشر للرياضيات الدقيقة كالأوصاف الحجمية الكاملة للأشياء الحقيقية. ومن خلال الاستفادة من العديد من التكنولوجيات مثل التجسيد الوظيفي (FRep)، فحينئذ يصبح من الممكن وصف وفهم الهياكل الخارجية والداخلية أو خصائص جسم ما بدقة غير محدودة. وهكذا، قد تمثل هذه النماذج المحتوى بدقة عبر جميع المستويات من أجل التوصل إلى فهم شامل لمدى تعقد ونوعية الأشياء الطبيعية والحقيقية، ثم تهيئتها بشكل مثالي للتصنيع الرقمى والأنواع الأخرى من تفاعلات العالم الواقعي. ويتخطى التجسيد الرقمي الحدود السابقة للغات المنفصلة الساكنة والأشياء البسيطة التي يصنعها الإنسان ليقدم أنظمة مغايرة تتفاعل مباشرة مع العالم المعقد وتظهر بصورة أكثر طبيعية.
يمكن للغات والعمليات الرقمية القائمة على الحاسوب، على عكس نظائرها المماثلة، بطريقة حسابية ومكانية وصف وضبط المحتوى بطريقة دقيقة وبناءة وممكنة. ومع ذلك، يتطلب هذا الأمر مناهج يمكنها معالجة التعقيد في الأشياء والأجسام الطبيعية.

## وصلات خارجية
- Digital Materialization Group
- Computer Aided Design's eXtended Dimensions  نسخة محفوظة 13 يناير 2010 على موقع واي باك مشين.
- The Self Fab House
- People who have Digital Materialization as a research interest